# Mortel (série télévisée)
Mortel est une série télévisée française, créée par Frédéric Garcia et diffusée depuis le 21 novembre 2019 sur Netflix. Elle compte à ce jour deux saisons de six épisodes.

## Synopsis
Sofiane, un lycéen, décide de partir à la recherche de son frère aîné Reda, qui a disparu. Il fait la rencontre au lycée d'un étudiant timide, Victor.
Un jour, Sofiane tombe contre son gré sur Obé, un mystérieux dieu vaudou qui va lui proposer un pacte pour comprendre la disparition de son frère aîné. Pour cela, il va lui transmettre des pouvoirs surnaturels, à lui, mais aussi à Victor. Leur vie va alors changer à jamais... 

## Distribution

### Acteurs principaux
- Carl Malapa : Sofiane Kada
- Nemo Schiffman : Victor Wanderwelt
- Manon Bresch : Luisa Manjimb

### Anciens acteurs principaux
- Corentin Fila : Obé, le dieu vaudou  (saison 1 et 2)
- Sami Outalbali : Reda Kada, le frère aîné de Sofiane  (récurrent saison 1, principal saison 2)

### Acteurs récurrents
- Firmine Richard : Elizabeth Manjimbe, la grand-mère de Luisa (depuis la saison 1)
- Léa Léviant : Mélanie  (depuis la saison 1)
- Marvin Dubart : Bastien  (depuis la saison 1)
- Mohamed Seddiki : Rodrigue
- Daouda Keita : Ousmane  (depuis la saison 1)
- Régis N'Kissi : Hubert  (depuis la saison 1)
- Raphaëlle Agogué : Céline, la mère de Victor  (depuis la saison 1)
- Anthony Paliotti : Laurent, le beau-père de Victor  (depuis la saison 1)
- Alika Del Sol : Lamia Kada, la mère de Sofiane  (depuis la saison 1)
- Jean-François Guerlach : Karim Kada, le père de Sofiane  (depuis la saison 1)
- Bruni Makaya : Modibo  (depuis la saison 1)
- Fabien Giameluca : Professeur de Lycée  (depuis la saison 1)
- Xavier Legrand : Monsieur Celoni  (Depuis la saison 2)
- Michael Troude : monsieur Bobinnet (saison 1)

### Anciens acteurs récurrents
- Assa Sylla : Nora  (saison 1)
- Anaïs Thomas : Audrey, la CPE du lycée  (saison 1 et 2)
- Lou Lampros : Juliette, la sœur aînée de Victor  (récurrente saison 1, invitée saison 2)
- Magaly Berdy : Angela  (saison 2)

## Production
Le scénariste Frédéric Garcia a développé la série à partir de 2009 sous le titre de Teen Spleen et l'a proposé à plusieurs productions qui ont toutes refusé. Une rencontre avec le producteur Gilles de Verdière de la société de production Mandarin a permis une rencontre avec le diffuseur Netflix qui a tout de suite validé le projet. Netflix nomme Frédéric Garcia comme showrunner de la série et recrute les réalisateurs Édouard Salier et Simon Astier.
Prévue pour trois saisons, la première sort le 21 novembre 2019. 
En janvier 2020, la série est renouvelée pour une deuxième saison dont le tournage commence en mars de la même année mais interrompu à la suite de la pandémie de Covid-19. Le tournage a repris en septembre et se finit en novembre. La deuxième saison est sortie le 2 juillet 2021.
Les acteurs ont exprimé l'envie de revenir pour la troisième saison pour conclure l'arc de leurs personnages.
En mai 2022, Carl Malapa a répondu à un internaute que la série avait été annulée.[réf. nécessaire]

## Épisodes

### Première saison (2019)
L'intégralité de la première saison est sortie le 21 novembre 2019.
1. Archi Dead - réalisé par Édouard Salier
2. Flammes. Flammes. Flammes - réalisé par Édouard Salier
3. Mise à Nudes - réalisé par Édouard Salier
4. Un mec toxique - réalisé par Simon Astier
5. La Solitudine - réalisé par Simon Astier
6. L'Ensecrètement - réalisé par Simon Astier

### Deuxième saison (2021)
L'intégralité de la deuxième saison est sortie le 2 juillet 2021.
1. Archi pas dead - réalisé par Simon Astier
2. Ancré a ton corps - réalisé par Simon Astier
3. Je ne peux plus me décoller - réalisé par  Xavier Gens
4. Le mariage d'obé - réalisé par  Xavier Gens
5. qumran - réalisé par Simon Astier
6. aprézan nou Lyanné - réalisé par  Xavier Gens